# Geronimo (Roman)
Geronimo ist ein Roman des niederländischen Autors Leon de Winter, welcher im August 2016 bei Diogenes erstmals in deutscher Sprache, in einer Übersetzung von Hanni Ehlers, erschienen ist.  In Niederländisch wurde das Buch 2015 im Verlag De Bezige Bij veröffentlicht. Im Roman wird die Operation Neptune Spear über den CIA-Einsatz gegen Osama bin Laden thematisiert, weshalb auch Elemente des Spionageromans verwendet werden. Der Titel des Romans Geronimo bezieht sich dabei auf das Codewort, welches die Sondereinheit bei Entdeckung von Bin Laden übermitteln sollte.

## Handlung
Tom Johnson ist als CIA-Agent 2008 in einem Lager der US-Armee in Afghanistan stationiert. Hier lernt er Apana, die Tochter des afghanischen Übersetzers Sadi, kennen. Dabei ist er besonders davon fasziniert, dass sich Apana von seiner Begeisterung für klassische Musik anstecken lässt. Insbesondere ist sie von den Goldberg-Variationen von Johann Sebastian Bach in der Fassung von Glenn Gould beeindruckt. Als Sadi tödlich verunglückt, möchte Johnson, der eine Ehe hinter sich hat, welche auch wegen des Verlustes des einzigen Kindes aus dieser Beziehung scheiterte, die nun verwaiste Apana adoptieren, auch um in den USA ihr offensichtlich musikalisches Talent zu fördern. Bei einer Befreiungsaktion eines CIA-Agenten aus einem Taliban-Lager wird Johnson jedoch schwer verletzt und daraufhin in die USA zurückgeflogen.
Apana wird bei einem Überfall der Taliban auf das Lager der US-Armee gefangen genommen und als diese ihr Interesse für die westliche Musik entdecken, werden ihr beide Hände und Ohren abgeschlagen. Sie kann vor den Taliban nach Pakistan in die Stadt Abbottabad fliehen. Hier lebt sie erst auf der Straße, wo sie von einer Frau und deren Sohn mit Essen versorgt wird. Eines Abends wird sie von dem in diesem Ort mit seiner Familie – 3 Frauen und deren Kinder – im Untergrund lebenden Osama bin Laden entdeckt. Auch er hat Mitleid mit dem verstümmelten Mädchen und obwohl sie ihn erkennt, was eigentlich ihr sicheres Todesurteil gewesen wäre, nimmt er sie mit in die Garage seines Hauses und versorgt sie. Am 2. Mai 2011 wird Bin Ladens Wohnhaus von einer Spezialeinheit der United States Navy überfallen. Dies wird von den Nachbarn des Wohnhauses mit Interesse beobachtet, unter anderem auch von Jabbar, welcher mit seiner Mutter die verstümmelte Apana versorgt hatte. Er ist schon immer begeistert von US-Militärtechnik und nachdem er erstmals einen Militärhubschrauber im Einsatz gesehen hat, möchte er eine Erinnerung an dieses Ereignis behalten und nimmt im allgemeinen Chaos einen alten Holzhocker aus Bin Ladens Haus mit und entdeckt auch Apana wieder.
Tom Johnson hat sich in den USA von seinen Verletzungen erholt, jedoch seinen Dienst bei der CIA quittiert und arbeitet jetzt als Sicherheitsberater in London. Er versucht weiterhin, Apana zu finden, bekommt aber von seinem früheren Arbeitgeber CIA keinerlei Unterstützung. Von einem Freund, welcher bei dem Überfall auf Bin Ladens Haus dabei war, erfährt er, dass die bei dem Überfall auf Bin Laden involvierten Tadschiken den Terroristenchef vor dem eigentlichen Angriff durch einen Geheimgang aus dem Haus entführt hatten und beim Angriff ein Doppelgänger getötet wurde und Bin Laden sich als Gefangener der Tadschiken in Afghanistan befindet. In der Hoffnung, von dieser Seite den Aufenthaltsort von Apana zu erhalten, gibt er diese Informationen an den israelischen Geheimdienst weiter. Inzwischen haben Jabbar und seine Mutter Apana zu sich genommen und Jabbar hat in dem alten Hocker einen USB-Stick gefunden. Er möchte mit seiner Mutter und Apana, in welche er verliebt ist, in die USA fliehen und hat deshalb den alten Hocker verkauft, um Geld für den Flug zu bekommen. Den Stick hat er vernichtet, weil er die Person, welche darauf als Muslim dargestellt wird, nicht in Schwierigkeiten bringen möchte. Inzwischen haben auch arabische Geheimdienste von der Entführung Bin Ladens erfahren, diesen von den Tadschiken befreit und suchen den Stick. Johnson kann durch seine Geheimdienstinformationen Kontakt zu Apana und ihren Beschützern aufnehmen, diese jedoch nicht ohne weiteres in die USA bringen. Obwohl der Stick vernichtet wurde, werden Jabbar und seine Mutter von dem arabischen Geheimdienst getötet – von Apana fehlt daraufhin jede Spur. Der israelische Geheimdienst kann den neuen Aufenthaltsort von Bin Laden in Saudi-Arabien ermitteln, diesen Ort bombardieren und damit Bin Laden töten.

## Schreibstil und Hintergrund
In den einzelnen Kapiteln wird die Handlung aus dem Blickwinkel jeweils einer Person erzählt und zwar entweder von Tom Johnson, Jabbar oder Osama Bin Laden. In der „Ich“-Form sind dabei nur die Kapitel aus der Sicht von Tom Johnson verfasst. Die Handlung selbst ist dabei nicht chronologisch, sondern wird auch in Rückblenden wiedergegeben.
Laut de Winter kam er zur Idee für dieses Buch, als ihn ca. ein Jahr nach der Operation Neptune Spear ein hoher amerikanischer Militärvertreter in einem Gespräch skeptisch fragte, ob er wirklich die offizielle Version glaubt. Der Autor konnte auch schon immer nicht verstehen, warum Bin Laden bei dem Einsatz unbedingt getötet werden sollte.

## Personen
Folgende Personen spielen im Roman eine entscheidende Rolle:
- Tom Johnson – CIA-Agent, welcher ein verstümmeltes Mädchen in Afghanistan oder Pakistan sucht
- Apana – von den Taliban verstümmeltes Mädchen, was von der Musik Johann Sebastian Bachs fasziniert ist
- Jabbar – lebt mit seiner Mutter als Bedienstete in einem Haus in Abbottabad. Die Hausherren sind jedoch fast das ganze Jahr in England. Jabbar ist fasziniert von den USA und deren Militärtechnik und möchte gern später in die USA auswandern. Sie sind Christen und entdecken neben ihrer Kirche eines Tages ein verstümmeltes Mädchen (Apana), welche sie pflegen. Jabbar verliebt sich bald in Apana.
- Osama bin Laden – im Buch Usama bin Laden genannt. Lebt mit seinen drei Frauen in Abbottabad und liebt es, in der Nacht mit dem Motorrad durch die Straßen der Stadt zu fahren und für sich Zigaretten und seine Frauen Leckereien (Eis) zu kaufen. Er besitzt einen USB-Stick, mit dessen Inhalt er den US-Präsidenten vermeintlich als Muslim enttarnen und damit erpressen kann.

## Rezeption

### Kommerzieller Erfolg
Das Buch, welches im August 2016 in Deutschland erschien, konnte sich im September auf der Der Spiegel-Bestsellerliste platzieren, erreichte den 13. Platz und war 11 Wochen unter den Top 50 Büchern dieser Liste geführt. Damit erzielte der Roman ähnliche Erfolgswerte wie die 2013 letzte in Deutschland erschienene Veröffentlichung des Autors Ein gutes Herz. Auch auf der Frankfurter Buchmesse, bei welcher in diesem Jahr belgische und niederländische Literatur die Schwerpunktthemen waren, wurden das Buch und der Autor präsentiert. In der niederländischen Heimat des Autors erschien Geronimo 2015 und konnte sich nicht, wie sonst üblich bei Veröffentlichungen von de Winter, unter den Top 100 meistverkauften Büchern des Jahres platzieren. Mit seinem Vorgängerroman, im niederländischen mit dem Titel VSV, erreichte er hier 2012 noch Platz 39 dieser Jahresbilanz.

### Zeitgenössische Kritik
Im Allgemeinen wird der Ausflug des Autors in die Welt der Geheimdienste und das Agentengenre von den Literaturkritikern als gelungen betrachtet. So liest Cornelia Geissler in der Frankfurter Rundschau einen knallharten Politthriller mit einem erzählerischen Mosaik aus Privatem und Politischem.
Auch für Dirk Schümer in der Welt ist es ein spannender und realistischer Agentenroman im Kielwasser von John le Carré. Dabei äußert er sich auch über die seiner Ansicht nach völlig unpassende Verwendung des Codeworts Geronimo für die Entdeckung Osama bin Ladens durch den US-Geheimdienst. Ursula März im Deutschlandfunk bezeichnet den Roman als Kolportage-Thriller und bescheinigt dem Autor, dass er sein Handwerk in diesem Genre durchaus beherrscht. Irritierend findet sie teilweise die ideologischen Thesen des Buches.  Die seiner Meinung nach unterschwellig rückständige Darstellung der islamischen Länder von dem ja bekannt islamkritischen Autor missfällt Samir Sellami in der Süddeutschen Zeitung. Er bezeichnet den Roman als bildungsbürgerlich  aufgeplusterte Genre-Literatur, welches durch seinen gleichmäßigen Stil bei allen Figuren auch das Versprechen der Multiperspektivischen Darstellung nicht einlösen kann.

## Hörspielfassung
- 2018: Geronimo (4 Teile) – Komposition: Andreas Bick; Bearbeitung und Regie: Christiane Ohaus (Hörspielbearbeitung, Kriminalhörspiel – NDR)

## Ausgaben
- Geronimo Roman. 1. Auflage. Diogenes, Zürich 2016, ISBN 978-3-257-06971-6.